# Dolfo Zorzut
Dolfo Zorzut (Cormons, 1894 - Brescia, 1960) fou un escriptor friulà. Participà en la fundació de la Societat Filològica Friülana el 1919 i va fer nombroses edicions de contes amb Ugo Pellis, Bindo Chiurlo i Josef Marchet i va fer estudis filològics sobre materials trobats a Brandys nad Labem (Bohèmia). Hi ha un premi literari amb el seu nom a Cormons.

## Obres
- Instoris e lïendis furlanis çholtis sù a Cormòns sul Judri (1914)
- Sturiutis furlanis (1921)
- Sot la nape (1926)